# ウフーラ

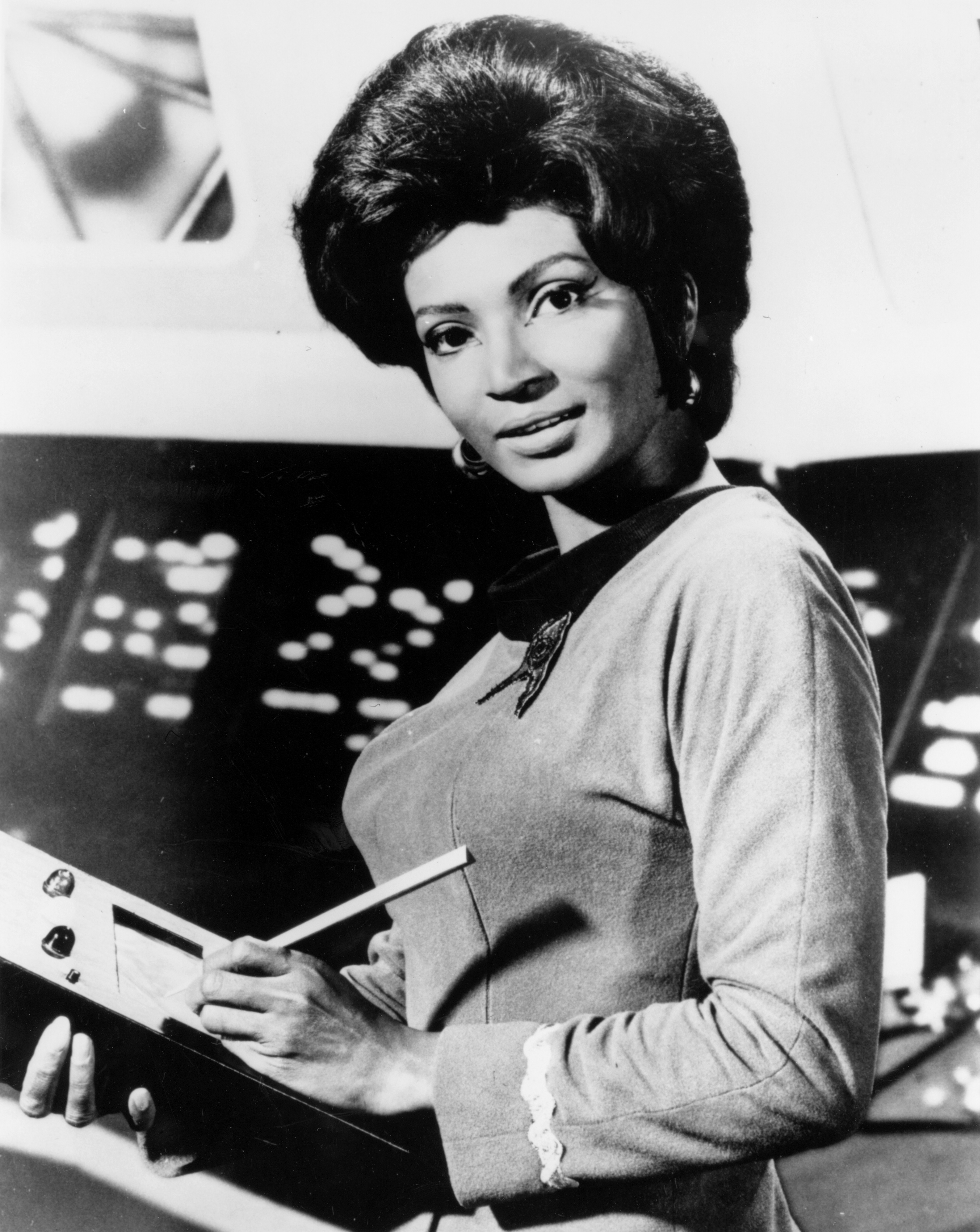
『宇宙大作戦』のウフーラ中尉を演じるニシェル・ニコルズ

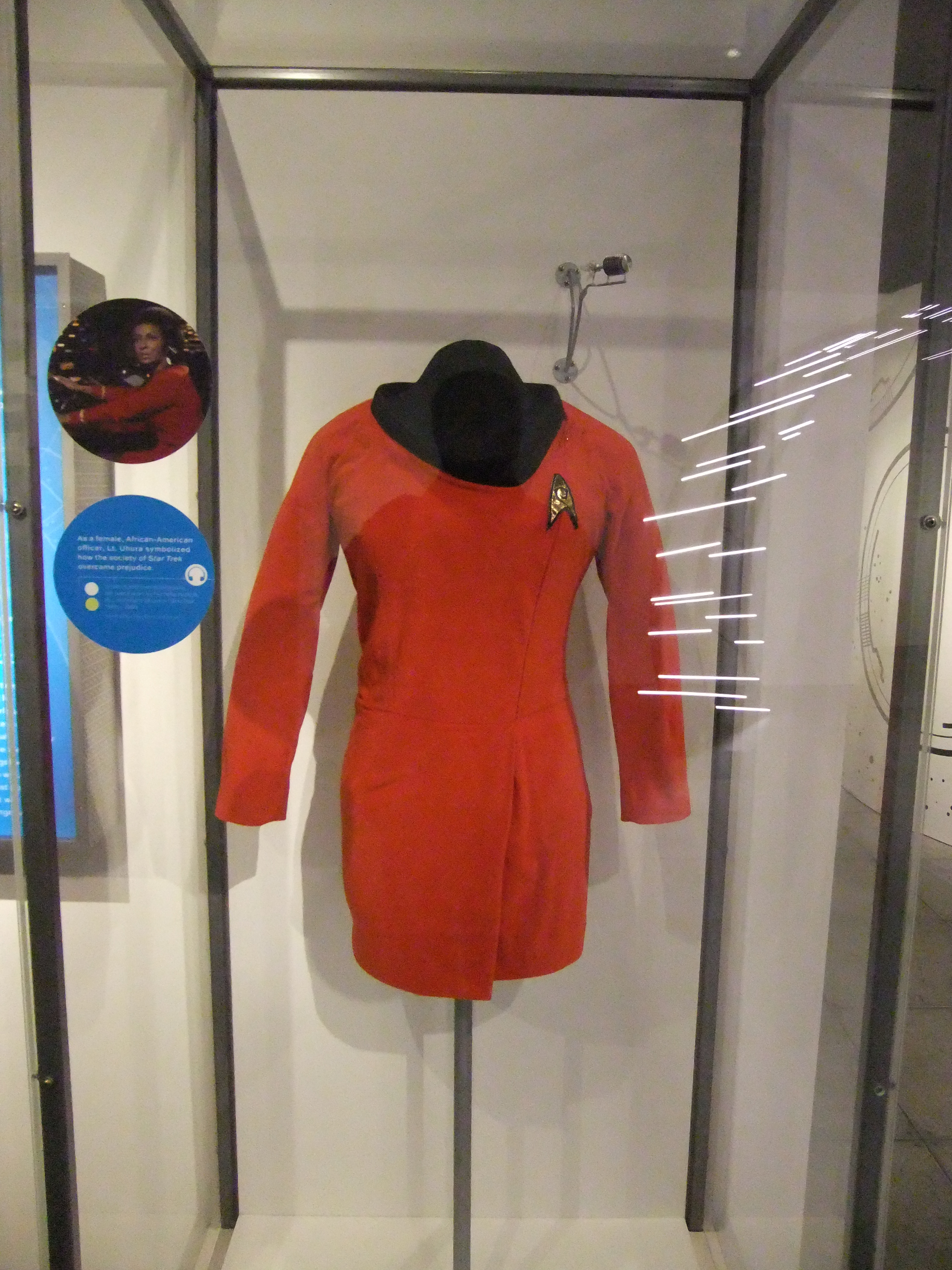
『宇宙大作戦』のウフーラ中尉の制服

ウフーラ (Uhura) は、アメリカのSF作品『スタートレック』シリーズ、主にテレビドラマ『宇宙大作戦』(TOS) 及び『スタートレック:ストレンジ・ニュー・ワールド』(SNW)の登場人物である。宇宙パトロール船USSエンタープライズ号通信士官。

## プロフィール
2239年、地球のUnited States of Africa（アフリカ連合と訳されることがある）ケニア生まれの地球人女性。宇宙艦隊士官。
SNW開始時には士官候補生、後に少尉。TOSでは大尉、後に少佐。後には大佐まで上る。

## キャラクター
歌が得意で、作中でも歌うシーンが多かった。これは幼い頃からのニコルズの才能で、日本語吹き替え版でもニコルズの歌が流れた。
『スタートレック:ストレンジ・ニュー・ワールド』(SNW)では彼女の背景が描かれる。ケニア出身で両親が教えるナイロビ大学入学予定であったが、事故で両親と兄に死なれて祖母に育てられる。宇宙艦隊に勤務経験のある祖母の影響で艦隊参加を決める。エンタープライズ初登場時には37言語を話す。

## 歴代シリーズでの活躍
TOSの他、劇場版では第1作から第6作までと第11作から第13作に登場した。2022年に配信開始された『スタートレック:ストレンジ・ニュー・ワールド』では士官候補生として登場する。

## ネーミング
日本語吹き替えでの名前はウラ。ウーラと呼ばれることもある。ウフーラという名は、スワヒリ語で「自由」を意味する uhuru から来ている。「宇宙大作戦」脚本の段階では名前が無かったためニシェル・ニコルズ自ら提案し、プロデューサーのジーン・ロッデンベリーが同意して決定した。当初ファースト・ネームは決められていなかったが、後にジーン・ロッデンベリーの提案により、Nyota ナヨタ（スワヒリ語で「星」）ナヨタ ウフーラとなった。映画第11作では、Nyotaというファースト・ネームが初めて映像作品の中で使われた。

## 演じた俳優と声優

### 俳優
ニシェル・ニコルズ
『宇宙大作戦』～映画第6作
ニコルズは『宇宙大作戦』の主要キャラクター唯一のアフリカ系かつ女性の俳優であり、アフリカ系俳優がテレビドラマにレギュラー出演することや、異人種間でのラブシーンが演じられたのは、いずれもアメリカのドラマ界では初めてであった。スタートレックのファンだったキング牧師は、「ウフーラは黒人の子供たちにとって目標である」と語った。後に『新スタートレック』でガイナンを演じたウーピー・ゴールドバーグも、ニコルズが演じるウフーラを見て女優を志した。黒人女性として初めてスペースシャトルで宇宙に行ったメイ・ジェミソンもまた、ウフーラの活躍を見てその職業を志した人物の一人である。NASAはのちにニコルズをアフリカ系アメリカ人勧誘プログラムとしてイメージキャラクターに採用している。後にジャミソンは『新スタートレック』にカメオ出演しており、実際の宇宙飛行士がスタートレックシリーズに出演したのは初めてであった。
ゾーイ・サルダナ
映画第11作～第13作
Celia Rose Gooding
スタートレック:ストレンジ・ニュー・ワールド

### 日本語版吹き替え
松島みのり
『宇宙大作戦』、『ディープ・スペース・ナイン』、映画第1作（新録版）
高島雅羅
『まんが宇宙大作戦』
高島は『新スタートレック』ではディアナ・トロイを演じている。
川島千代子
映画第1作（テレビ朝日版）、映画第2作（日本テレビ版）
横尾まり
映画第3作（日本テレビ版）
さとうあい
映画第4作（フジテレビ版）
竹口安芸子
映画第5作（機内上映版）
小宮和枝
映画第6作（VHS版）
小宮は『まんが宇宙大作戦』ではレス、『ディープスペースナインではキラ・ネリスを演じている。
朴璐美
映画第2作～第6作（新録版）
東條加那子
映画第11作、第13作
栗山千明
映画第12作
葉山那奈
『ストレンジ・ニュー・ワールド』